# Carl Lewis
Carl Lewis, właśc. Frederick Carlton Lewis (ur. 1 lipca 1961 w Birmingham) – amerykański lekkoatleta, sprinter i skoczek w dal, jeden z najbardziej utytułowanych zawodników w historii sportu. Do historii sportu przeszły jego pojedynki na 100 m podczas Mistrzostw Świata w Rzymie w 1987 i Igrzysk Olimpijskich w Seulu w 1988 z Benem Johnsonem oraz w skoku w dal podczas Mistrzostw Świata w Tokio w 1991 z Mikiem Powellem.
W 1984 Carl Lewis zgłosił się do draftu ligi NBA i został wybrany przez drużynę Chicago Bulls z numerem 208. Mimo to nigdy nie zagrał profesjonalnie w koszykówkę, wybierając karierę lekkoatletyczną. Zakończył karierę w roku 1997.
Jego siostra, Carol Lewis zdobyła brązowy medal w skoku w dal na mistrzostwach świata w 1983.
Od 1990 roku jest weganinem.

## Medale
Carl Lewis jest 9-krotnym mistrzem olimpijskim:
- 1984 (100 m, 200 m, skok w dal, 4 × 100 m)
- 1988 (100 m, skok w dal)
- 1992 (skok w dal, 4 × 100 m)
- 1996 (skok w dal)

W 1988 r. zdobył również srebrny medal olimpijski w biegu na 200 m.
Jest także 10-krotnym medalistą mistrzostw świata:
- 1983 (złoty medal na 100 m, 4 × 100 m, w skoku w dal)
- 1987 (złoty medal na 100 m, 4 × 100 m, w skoku w dal)
- 1991 (złoty medal na 100 m, 4 × 100 m, srebrny medal w skoku w dal)
- 1993 (brązowy medal na 200 m)

Zdobywał również medale igrzysk panamerykańskich:
- 1979 (brązowy medal w skoku w dal)
- 1987 (złoty medal w skoku w dal i w sztafecie 4 × 100 m)

## Rekordy życiowe
- 100 m – 9,86 s (1991)
- 200 m – 19,75 s (1983)
- Skok w dal 8,87 m (1991)
- skok w dal (hala) 8,79 m (1984) Rekord Świata

## Kontrowersje
Przez większość część jego kariery pojawiały się oskarżenia o doping. Dopiero w 2003 dr Wade Exum – były szef kontroli antydopingowej Amerykańskiego Komitetu Olimpijskiego ujawnił dokumenty, z których wynikało, iż Carl Lewis miał podczas Igrzysk Olimpijskich w Seulu w 1988 pozytywny wynik kontroli dopingowej. Jednak, z powodu braku próbek (efektywna walka z dopingiem w lekkoatletyce rozpoczęła się dopiero pod koniec lat 90.) sprawa nie mogła zostać wyjaśniona.